# FJネクストホールディングス
株式会社エフ・ジェー・ネクスト（英: FJ Next Co., Ltd.）は東京都新宿区に本社を置く不動産会社。資産運用を目的としたマンションの販売を主に、不動産開発・販売・運営・管理等の業務を行っている。また、関連会社を通じ、旅館事業として伊豆半島に3軒の旅館を所有・運営している。

## 沿革
- 1980年（昭和55年）7月 - 肥田幸春が不動住販株式会社設立。
- 1991年（平成3年）7月 - 現在の社名に変更。
- 2004年（平成16年）12月 - ジャスダック上場。
- 2007年（平成19年）3月 - 東京証券取引所第二部上場。
- 2008年（平成20年）1月 - 旅館事業を運営する目的の子会社、FJリゾートマネジメント株式会社を設立。伊東温泉の旅館「遊季亭」を取得し、旅館事業に参入。
- 2013年（平成25年）10月 - 東京証券取引所第一部指定替え。
- 2015年（平成25年）3月 - GMOクリックホールディングスより、静岡県河津町に温泉旅館「玉峰館」を所有するGMOクリック・インベストメントの発行済全株式を取得し子会社化。子会社化と同時にGMOクリック・インベストメントは株式会社玉峰館に商号変更。[1]

## 問題点
同社の社員がしばしば大学教員にセールス電話をかける行為が問題化している。教員の自宅のみではなく、勤務時間に大学や研究室へも頻繁に電話をすることから、大学教員の間では悪名高い。大学で教員が迷惑電話の話をしていると、別の教員が「エフ・ジェー（の話）ですか？」というように話に入る光景が、全国の大学で見られている。

## 提供番組
- 日本テレビ
  - カウントダウンHulu（水曜20:54）
- TBSテレビ
  - JNNニュース(第2期)→THE NEWS→JNNニュース(第3期)（日曜昼）
- フジテレビ
  - 「こんやのニュース・あしたの天気」→「ユアタイム クイック・あすの天気」→「THE NEWSα Pick・あすの天気」
- 東海テレビ
  - 「FNN 東海テレニュース」（20：54枠）

また、TBSテレビのミニ番組を1999年～2015年の間一社提供していた。
- 後のまつり（月曜）もうすぐ関口宏の東京フレンドパークII（木曜）（関口宏の東京フレンドパークII）
- 歴史天国!（月曜）（世紀のワイドショー!ザ・今夜はヒストリー）
- 週刊!炎の体育会TV（月曜）（炎の体育会TV）
- 来週の私の何がイケないの?（月曜）（私の何がイケないの?）